# Nix (maan)

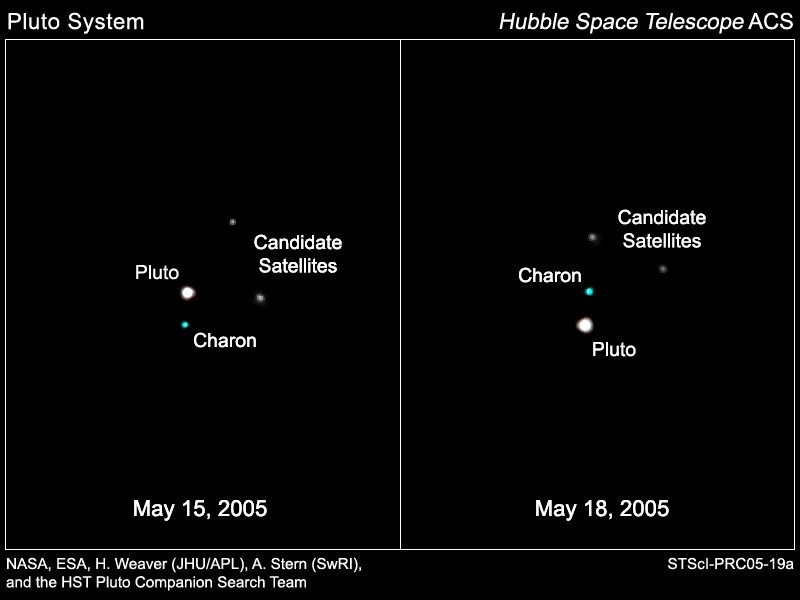
Afbeelding met de ontdekking van de manen Nix en Hydra

Nix is een van de vijf kleine manen van de dwergplaneet Pluto.
In juni 2005 werden met de Ruimtetelescoop Hubble twee nieuwe manen ontdekt: Nix (S/2005 P 2) en Hydra (S/2005 P 1). Pluto heeft ook een grote maan, Charon, ontdekt in 1978.
Nix volgt een baan in hetzelfde vlak als Charon. Eén omloop rond Pluto duurt 24,9 dagen.
Nix is ongeveer 5000 maal lichtzwakker dan Pluto, de dwergplaneet waartoe de maan behoort.
Hoewel zijn grootte niet direct is gemeten, is de diameter van de maan berekend op 46 km, als zijn albedo 35% is, net als Charon, en 137 km als het albedo 4% is, zoals de donkerste objecten van de Kuipergordel.
De eerste onderzoeken schenen aan te tonen dat het oppervlak van Nix (net als dat van Pluto) roodachtig was, maar recente onderzoeken tonen aan dat het oppervlak grijs is, net als de andere manen van Pluto.
De oorspronkelijke naam had Nyx moeten zijn, maar om verwarring te voorkomen met de in 1980 ontdekte en benoemde planetoïde 3908 Nyx, is de spelling in 'Nix' veranderd.
Nix werd samen met Pluto bezocht door de missie New Horizons in 2015.

## Mythologische betekenis
Nyx is oud-Griekse godin van de nacht, en zij wordt ook wel beschouwd als de moeder van Charon, de veerman van de onderwereld. Deze naam is passend aangezien Pluto en de namen van zijn andere satellieten ook in het teken van de onderwereld staan.

## Voetnoten
- (en) Buie, Mark W., Orbits and photometry of Pluto's satellites: Charon, S/2005 P1 and S/2005 P2. Astronomical Journal (18 maart 2006). Geraadpleegd op 2 januari 2010.